# Quatermass II (miniserie televisiva)
Quatermass II è una miniserie televisiva britannica di fantascienza in sei episodi diretta da Rudolph Cartier e trasmessa dalla BBC Television nell'autunno del 1955. È il seguito di The Quatermass Experiment con protagonista lo scienziato Bernard Quatermass, ideato dallo sceneggiatore Nigel Kneale e qui interpretato da John Robinson. Della serie è stato prodotto un remake cinematografico nel 1957 intitolato I vampiri dello spazio (Quatermass 2).

## Trasmissione e distribuzione
Quatermass II è stata trasmessa su BBC One per sei sabati successivi a partire dal 22 ottobre e fino al 26 novembre 1955.
La miniserie televisiva è stata conservata interamente ed è stata pubblicata integralmente nel cofanetto in DVD The Quatermass Collection. A seminal BBC sci.fi trilogy nel 2005 dalla 2 Entertain Video. La serie è inedita in italiano.